# 空 (仏教)
仏教における空（くう、梵: śūnya [シューニャ]または梵: śūnyatā [シューニャター]、巴: suññatā [スンニャター]）とは、一切法は因縁によって生じたものだから我体・本体・実体と称すべきものがなく空しい（むなしい）こと。空は仏教全般に通じる基本的な教理である。

## 原語・原義
原語はサンスクリットの形容詞 シューニャ(śūnya)、名詞形はシューニャター(Śūnyatā) で、後者は「空なること」を意味するため、しばしば空性と漢訳される。śūnya は舜若（しゅんにゃ）と音写し、 śūnyatā は舜若多（しゅんにゃた）と音写する。
シューニャ（サンスクリット語: शून्य, śūnya）は、śū (= śvA, śvi、成長・繁栄を意味する動詞）からつくられた śūna から発展し、「…を欠いていること」という意味である。また、「膨れ上がった」、「うつろな」を意味する。転じて、膨れ上がったものは中空であるの意味もあり、初期の仏典にもその意味で登場することがある。シューニャはインドの数学における 0 （ゼロ）の名称でもある。

## 初期仏教
- 「常に気をつけて、世界を空であると観ぜよ」 -- 『スッタニパータ』1119偈
- 「この講堂には牛はいない、牛についていえば空（欠如）である。しかし比丘がおり、比丘についていえば空（欠如）ではない」 -- 『小空性経』（中部経典、中阿含経）

空世間経にて釈迦は、六根とそれにより生じる六境を挙げ、それら自己または自己に関係するあらゆるものが空であると説いている。

suñño loko suñño lokoti bhante vuccati, kittāvatā nu kho bhante suñño lokoti vuccatīti? 

Yasmā ca kho ānanda, suññaṃ attena vā attaniyena vā, tasmā suñño lokoti vuccati.
大徳よ、「世間は空である、世間は空である」と〔如来は〕仰られますが、

大徳よ、どのような点から「世間は空である」と仰られるのでしょうか。

アーナンダよ、我（attena）、あるいは我所（attaniyena）が空なるものであることから、「世間は空である」と〔如来は〕説くのである。
—パーリ仏典, 相応部 六処相応 空世間経 35-85, Sri Lanka Tripitaka Project

## 上座部仏教
上座部仏教においては、空は五蘊の無我として解釈される。古典的な上座部テキスト無礙解道(II 58)においては、五蘊の自性が空（suññam）として説明される。ブッダゴーサも清浄道論において、それを引用する(XXI 70)。

## 大乗仏教

### 般若経
『般若経』が説かれて初めて大乗仏教の根幹をなす教えが完成した。その中で空が繰り返し主張されている。
『大品般若経』では「空」を「諸法は幻の如く、焔（陽炎）の如く、水中の月の如く、虚空の如く、響の如く、ガンダルヴァの城の如く、夢の如く、影の如く、鏡中の像の如く、化（変化）の如し」と十喩を列挙して説明している。さらに空を分類して、
1. 内空 (Adhyātma-śūnyatā)
2. 外空 (Bahirdhā-śūnyatā)
3. 内外空 (Adhyātmabahirdhā-śūnyatā)
4. 空空 (Śūnyatā-śūnyatā)
5. 大空 (Mahā-śūnyatā)
6. 第一義空 (Paramārtha-śūnyatā)
7. 有為空 (Saṃskṛta-śūnyatā)
8. 無為空 (Asaṃskṛta-śūnyatā)
9. 畢竟空 (Atyanta-śūnyatā)
10. 無始空 (Anavarāgra-śūnyatā)
11. 散空 (Anavakāra-śūnyatā)
12. 性空 (Prakṛti-śūnyatā)
13. 諸法空 (Sarvadharma-śūnyatā)
14. 自相空 (Svalakṣaṇa-śūnyatā)
15. 不可得空 (Anupalambha-śūnyatā)
16. 無法空 (Abhāva-śūnyatā)
17. 有法空 (Svabhāva-śūnyatā)
18. 無法有法空 (Abhāvasvabhāva-śūnyatā)

の十八空（経典によっては二十空）を挙げ詳説している。

### 中論
『中論』は、勝義諦（真諦）と世俗諦（俗諦）という2種の真理があるとする二諦説を述べる。前者は直接認識された非相対的な世界であり、後者は言語によって概念的に認識された相対的な世界である。言葉では表現できない釈迦の「さとり」は真諦であり、言葉で表現された釈迦の言葉を集めた経典などは俗諦であるとされる。さらに、龍樹は「無自性空」から「中」もしくは「中道」もほぼ同義語として扱い、釈迦の中道への回帰を説いている。

## 分類

### 二空（人空と法空）
人間は、様々な要素が集合してできたものであり、それ自体の本質は存在しないとするのが人空。
この世に存在するすべてのものは因縁によって生じたものであり、不変的な実体ではないとするのが法空。

### 四空
法法相空（法相空）、無法無法相空（無法相空）、自法自法相空（自法相空）、他法他法相空（他法相空）。大集経巻五四、大品般若経巻五で説かれる。